# Textilní zkušební ústav
Textilní zkušební ústav, s.p. (TZÚ) je nezávislá zkušební a certifikační instituce zřízená Ministerstvem průmyslu a obchodu České republiky v roce 1993 se sídlem v Brně, Cejl 12.
Činnost ústavu je zaměřena vedle textilií také na výrobky z několika dalších průmyslových oborů.

## Z historie
Za historický začátek TZÚ je pokládáno založení Výzkumného ústavu textilního v Liberci v roce 1927. V dalších letech se po několika změnách názvu, kompetencí a sídla z instituce stal Výzkumný ústav vlnařský. Od roku 1967 byl ústav pověřenou zkušebnou Státní zkušebny a od roku 1979 rezortní zkušebnou vlnařského průmyslu. V roce 1990 se ústav stal první zkušebnou v Československu akreditovanou podle evropských norem a po splnění všech podmínek pro nezávislou certifikaci nese od roku 1993 název Textilní zkušební ústav.
Od roku 2008 se TZÚ zabývá také zkušebnictvím v oblasti výrobků ze dřeva a od roku 2017 spolupracuje s cechem podlahářů ČR. V roce 2021 dostal ústav od Úřadu pro civilní letectví povolení k provádění zkoušek hořlavosti pro tento obor.
V roce 2018 zaměstnával TZÚ 34 pracovníků, obchodní obrat dosáhl 40 milionů Kč.

## Hlavní úseky činnosti TZÚ
- Certifikace

Jako akreditovaný orgán certifikuje TZÚ podle mezinárodních norem, zejména podle systémů managementu kvality podniky z textilního průmyslu a z cca deseti dálších sektorů české ekonomiky
- Zkoušení

Testování v akreditované laboratoři č. 1001. Vedle všech druhů textilií se mohou testovat např. díly pro letadla a výrobky z několika průmylsových oborů. Platnost zkoušek se ověřuje pravidelným porovnáním s významnými evropskými laboratořemi.
- Řešení sporů

Jako soudněznalecký ústav jmenovaný Ministerstvem vnitra čR rozhoduje TZÚ ve sporných případech zejména u reklamací textilních výrobků. K častým příčinám patří např. stálobarevnost, žmolkovitost, pevnost švů.
- Vzdělávání

TZÚ nabízí školení a semínaře v oboru výroby a obchodu s textiliemi. Překladatelé ústavu se aktivně podílejí na tvorbě Textilního výkladového slovníku (asi 2000 výrazů v 16 evropských jazycích) vzniklého v roce 2008 s finanční podporou Evropské komise.

## Galerie zkoušek textilií

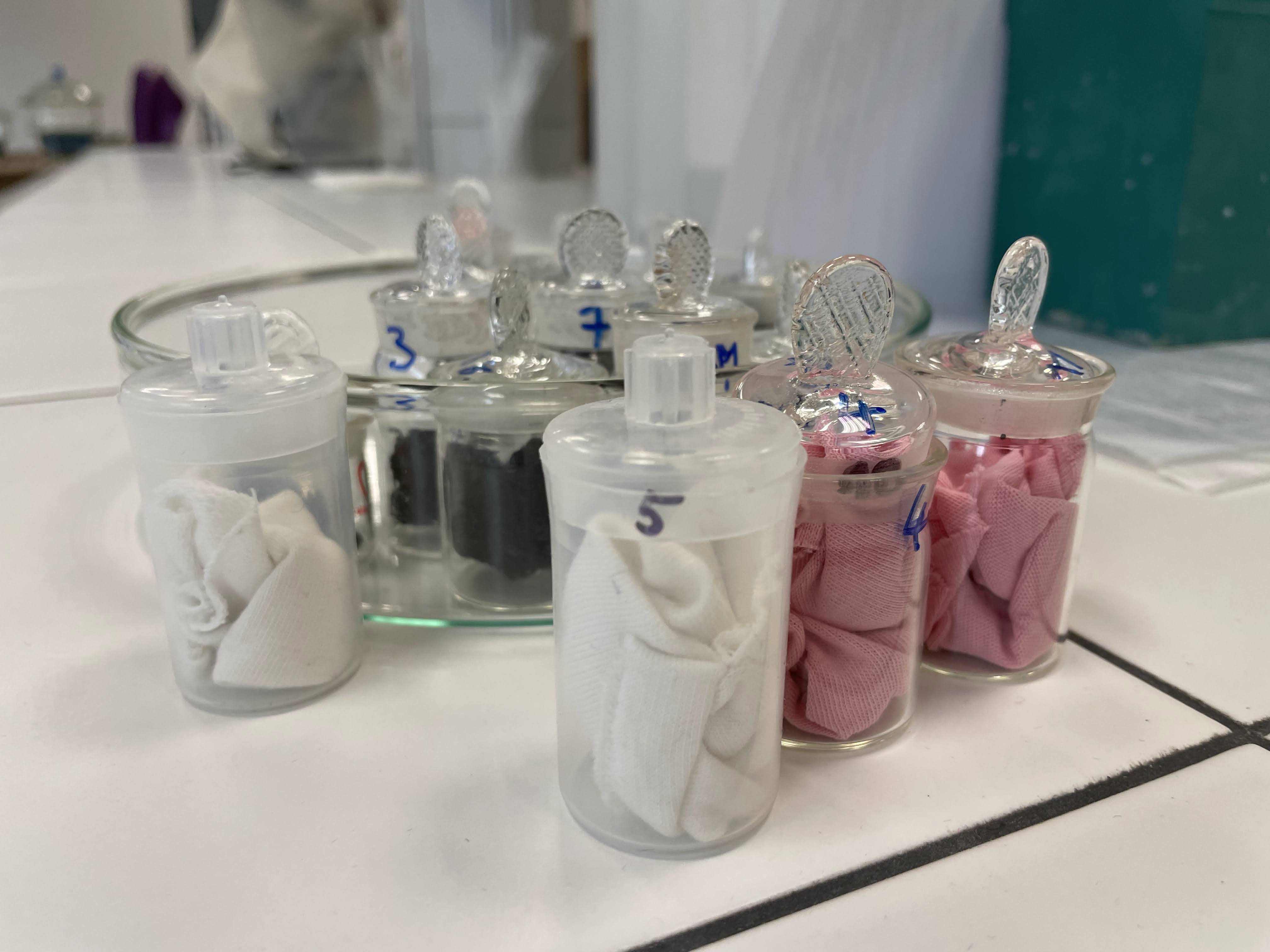
Vzorky textilií v chemické laboratoři
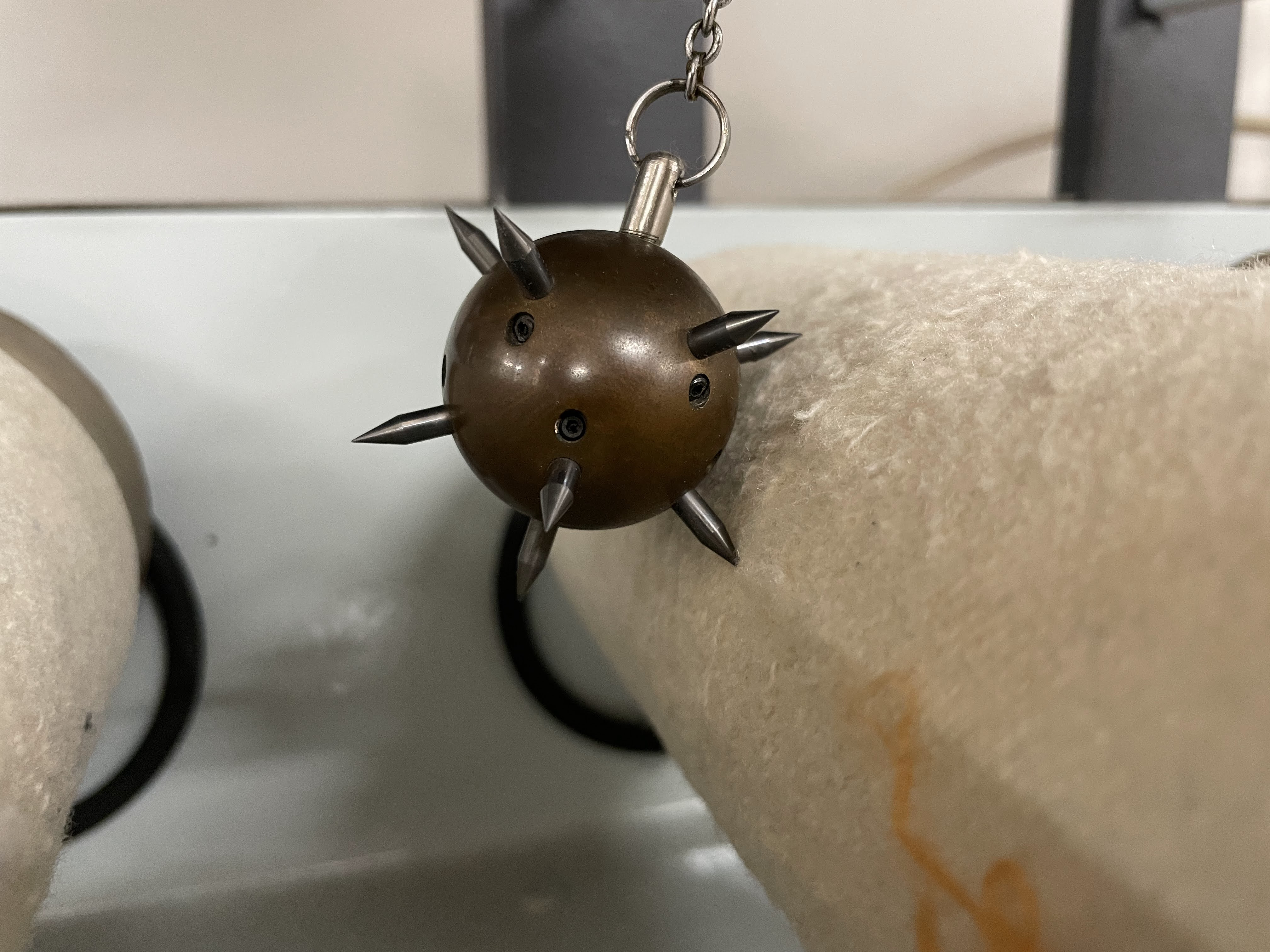
Testovací ježek, zkušební přístroj pro testování zátrhovosti pletenin
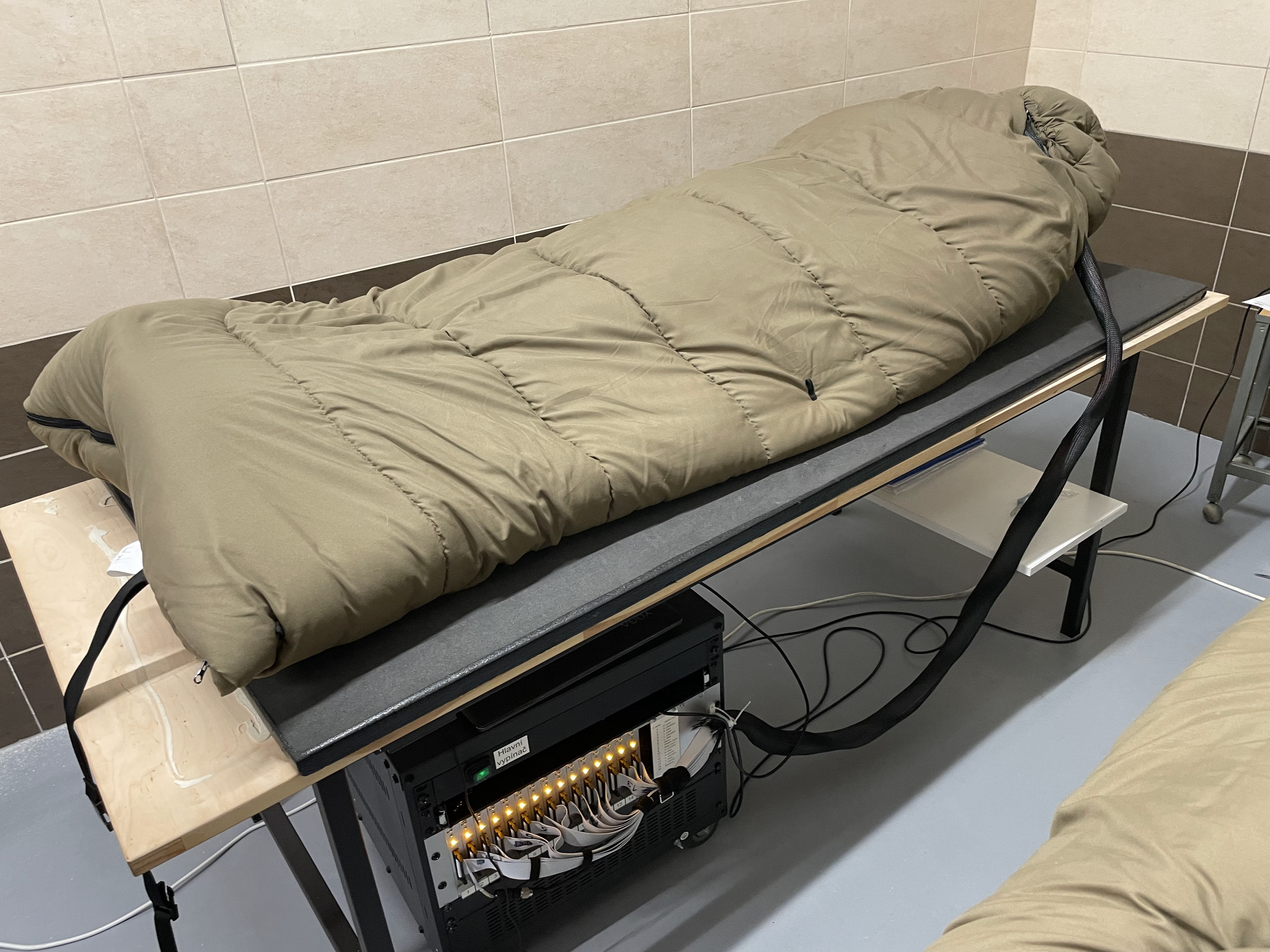
Zkouška tepelného komfortu spacích pytlů v průmyslovém chladicím boxu